# Bitwa pod Caldiero

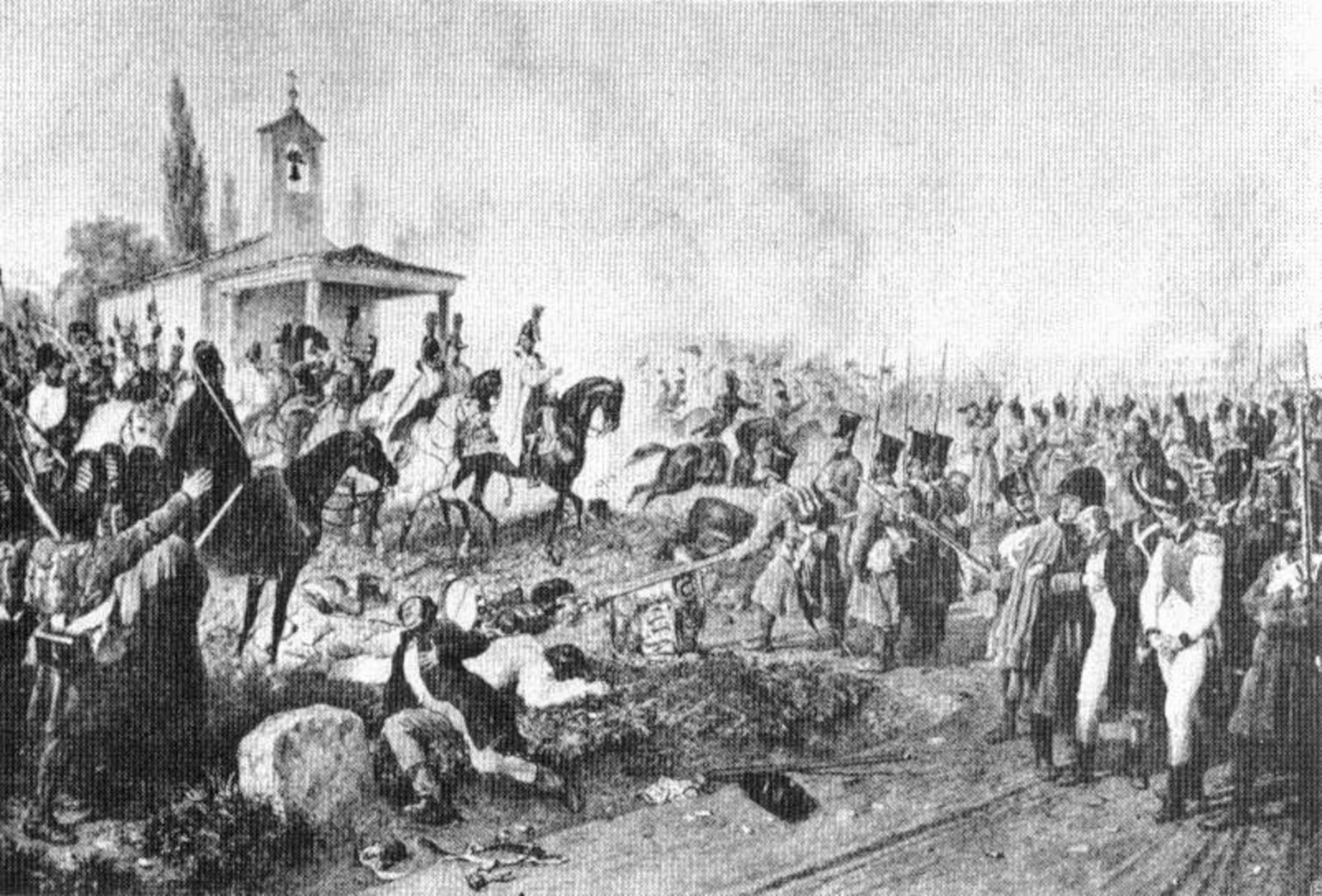
Arcyksiążę Karol wraz ze swoimi żołnierzami w bitwie pod Caldiero

Bitwa pod Caldiero – starcie zbrojne, które miało miejsce w dniach 30–31 października 1805 roku podczas wojen napoleońskich.
Armia austriacka (45 000 żołnierzy, w tym 5 000 jazdy) dowodzona przez arcyksięcia Karola zagradzała drogę do Wenecji armii francuskiej (33 000 żołnierzy) dowodzonej przez marszałka Massénę. Arcyksiążę Karol otrzymał rozkaz odwrotu nad Dunaj, dlatego przedtem postanowił pobić Francuzów. Ustawił więc swoje siły po obu stronach drogi spodziewanego marszu armii francuskiej, między wsią Illasi a brzegiem Adygi. Za Adygę, do wsi Persacco, wysłał oddział, by bronił przeprawy przez rzekę. Podzielona na trzy kolumny armia Massény maszerowała 30 października w kierunku Werony, idąc wprost na pozycje zajęte przez Austriaków. Wódz francuski wysłał dywizję Verdiera, by przeprawiła się przez Adygę pod Zévio i Persacco, a następnie obeszła armię arcyksięcia Karola i zaatakowała ją od tyłu. Ogień artylerii dywizji Verdiera był dla Francuzów sygnałem do zmasowanego ataku. Prawa kolumna Francuzów opanowała Gombione, środkowa musiała stoczyć zażarty bój, po którym zdobyła Caldiero, natomiast lewa zajęła Colognoli, jednak wkrótce została stamtąd wyparta. W tym czasie walcząca o Persacco dywizja Verdiera została odparta. Wówczas Masséna zdecydował się wycofać ją z zza Adygi. Następnego dnia Francuzi ponowili atak, dążąc do złamania lewego skrzydła armii arcyksięcia Karola, co pozwoliłoby wyjść na tyły Austriaków. Na Chiavica del Christo uderzyła prawa kolumna, wzmocniona dodatkowo przybyłą zza Adygi dywizją Verdiera. Nie udało się jednak Francuzom wyprzeć Austriaków z ich pozycji. Gdy od południa i północy pojawiły się oskrzydlające Francuzów oddziały austriackie, francuski marszałek przerwał atak i nakazał swej armii przejście do działań defensywnych. Walki trwały do zmierzchu, a w nocy, arcyksiążę Karol, który zrozumiał, że nie zdoła pobić Francuzów, zgodnie z wcześniej otrzymanymi rozkazami rozpoczął odwrót w kierunku Vicenzy i Wenecji. Dla osłony swoich tyłów zostawił liczący 5 000 żołnierzy korpus generała Hillingera, który został zniszczony przez wojska francuskie. W bitwie Francuzi stracili około 4 000 zabitych i rannych, natomiast pobici Austriacy – 3 000 zabitych i rannych oraz 8 000 jeńców.